# Naruto: Ultimate Ninja
A franquia de jogos Naruto: Ultimate Ninja, conhecida no japão como Naruto: Narutimate Series (ＮＡＲＵＴＯ－ナルト－ ナルティメットシリーズ, Naruto: Narutimetto Shirīzu) é uma série de jogos eletrônicos de luta, baseada no popular anime e mangá Naruto de Masashi Kishimoto, para o PlayStation 2. Foi desenvolvida pela CyberConnect2 e publicada pela Namco Bandai. Depois do primeiro jogo foram lançados mais 4 títulos para a mesma plataforma, assim como Spin-offs e uma sequência para PSP, além de um jogo para PlayStation 3 com o nome de Naruto: Ultimate Ninja Storm. O jogo Naruto Shippuden: Ultimate Ninja Storm 2, de 2010, foi o primeiro da franquia a ser lançado para multiplataforma, obtendo versões para Playstation 3 e Xbox 360, o jogo seguinte, Naruto Shippuden: Ultimate Ninja Storm Generations foi lançado para as mesmas plataformas. A expansão de Naruto Shippuden: Ultimate Ninja Storm 3, intitulada Naruto Shippuden: Ultimate Ninja Storm 3: Full Burst foi o primeiro título da franquia lançado para PC, o download pode ser realizado via Steam. Naruto Shippuden: Ultimate Ninja Storm 4, chegou em 4 de Fevereiro de 2016 para Playstation 4, Xbox One e PC, é o primeiro da franquia a ser lançado para a oitava geração de consoles, recebendo um ano depois a expansão Road to Boruto.

## Jogabilidade

Kakashi Hatake enfrenta Sasuke Uchiha em Naruto: Ultimate Ninja 2.

Na série Naruto: Ultimate Ninja, os jogadores podem escolher vários personagens da série de anime e mangá Naruto. O objetivo é lutar contra o adversário e vencer reduzindo a vida dele à zero, com a ajuda de várias ferramentas ninja disponíveis e também com técnicas especiais, como o Rasengan de Naruto e o Chidori de Sasuke. No entanto, para usar esses ataques especiais é necessário uma certa quantidade de Chakra, que varia dependendo da habilidade. Após o uso da técnica a quantidade de Chakra diminui, mas é possível recuperar a energia através de vários métodos. Essas técnicas especiais não são realizadas em tempo real. Após a técnica ser realizada com sucesso, é exibida uma cut-scene, onde os dois personagens devem executar uma sequência de botões. Caso o personagem que executou a técnica consiga realizar a sequência antes do adversário, a técnica funciona; caso contrário, ela não terá êxito. Alguns personagens possuem transformações, conhecidas como Awakenings, Sasuke pode usar sua marca da maldição durante o combate, assim como Naruto pode usar o Chakra da Nove-Caudas e Kakashi usar o Sharingan.

## Títulos para PlayStation 2

### Naruto: Ultimate Ninja (Naruto: Narutimate Hero)
Naruto: Ultimate Ninja (ＮＡＲＵＴＯ－ナルト－ ナルティメットヒーロー Naruto: Narutimetto Hīrō no Japão) ou Naruto: Narutimate Hero é o primeiro da série Ultimate Ninja, lançado exclusivamente para o Playstation 2. É uma parte da coleção Sony Greatest Hits.
O jogo caracteriza um sistema de batalha com técnicas especiais e jutsus que podem ser usados, e o uso de vários itens, como shuriken e kunai. Além disso, o jogo também possui vários cenários do universo de Naruto, como a Vila da Folha, O estádio do Exame Chunin e a Floresta da Morte. Também existe a opção de suporte, o suporte de Naruto é Iruka e o suporte de Sasuke é Kakashi, além deles todos os outros personagens possuem suporte. O jogo cobre a história do anime/mangá desde o arco de introdução até o arco Invasão de Konoha, no jogo existem doze histórias destinadas a descrever os acontecimentos do ponto de vista de diferentes personagens, e como resultado alguns deles se afasta da fonte original, como Neji se declarando vencedor do combate contra Naruto. O jogo também possui um modo história. O modo história consiste em até seis batalhas divididas por alguns diálogos em uma exibição ao estilo mangá.
Na versão japonesa original, há 12 personagens; porém, a Namco Bandai possibilitou a seleção das transformações de Naruto e Sasuke direto do menu de seleção de personagens, embora ambos estejam como transformações no original japonês. Devido a isto, Naruto e Sasuke perderam a habilidade deles de transformação durante uma batalha.

### Naruto: Ultimate Ninja 2 (Naruto: Narutimate Hero 2)
Naruto: Ultimate Ninja 2, conhecido no Japão como Naruto: Narutimate Hero 2 (ＮＡＲＵＴＯ－ナルト－ ナルティメットヒーロー２, Naruto: Narutimetto Hīrō 2) é o segundo jogo da franquia. Assim como os outros jogos de Naruto no Japão, esse está disponível com duas versões diferentes de capa: uma exibe Naruto e vários outros personagens e na outra Sasuke o substituindo. O jogo foi lançado em 30 de setembro de 2004 no Japão, 13 de junho de 2007 na América do Norte, e 19 de outubro de 2007 na Europa.
Ultimate Ninja 2 possui características similares ao Ultimate Ninja original, em relação a jogabilidade. Só que desta vez o modo história é em RPG, diferente do anterior que utilizava cenas ao estilo mangá. O modo história do jogo cobre até o episódio 96 do anime original, além de um arco filler desenvolvido exclusivamente para o jogo, que envolve um selo feito por Orochimaru. Esse foi o último jogo da franquia até Ultimate Ninja 5 a possuir personagens de suporte, que foram removidos em Ultimate Ninja 3. Em Ultimate Ninja 2, qualquer personagem pode servir como suporte, diferente do jogo anterior.
O jogo possui 32 personagens, 33 na versão japonesa, devido a exclusão de Doto Kazahana, personagem de Naruto O Filme: O Confronto Ninja no Pais da Neve, da versão americana, estágios presentes no filme, também na versão japonesa do jogo, também não foram incluídos na versão americana. Desta vez, todos os personagens podem se transformar durante uma batalha, no jogo anterior essa habilidade se limitava somente à Naruto e Sasuke.

### Naruto: Ultimate Ninja 3 (Naruto: Narutimate Hero 3)
Naruto: Ultimate Ninja 3, conhecido no Japão como Naruto: Narutimate Hero 3 (ＮＡＲＵＴＯ－ナルト－ナルティメットヒーロー3, Naruto: Narutimetto Hīrō 3) é um jogo lançado exclusivamente para o PlayStation 2, é o último jogo de Naruto: Ultimate Ninja para PS2 na sua Fase Clássica e o terceiro da série Ultimate Ninja.
O jogo contém 42 personagens jogáveis e cobre toda a história da primeira parte do mangá de Naruto. O jogador pode personalizar os jutsus, assim como no anterior Ultimate Ninja: 2, e pela primeira vez, Ultimate Jutsu personalizado. Quando dois jutsus com a mesma força se chocam, inicia uma disputa em que o jogador que mais pressionar um determinado botão vence sobre o jutsu adversário. No jogo, o jogador pode usar transformações temporárias, como Marca da Maldição nível 1 de Sasuke Uchiha e Oito Portões Internos de Rock Lee, além de transformações que permanecem para o restante do combate, como o modo Nove-Caudas de Naruto Uzumaki e a Marca da Maldição Nível 2 de Sasuke Uchiha. O jogo também expande fortemente o modo RPG do jogo anterior, e também foi o primeiro jogo da franquia a utilizar cenas animadas em CGI. O jogador também possui a habilidade de invocar outros personagens através do Ultimate Jutsu, como o sapo Gamabunta. Porém, os suportes foram totalmente removidos e o jogo só permite que o jogador use apenas um Ultimate Jutsu por batalha, ao invés de três, como no jogo anterior (embora eles possam ser alterados antes da batalha).
A versão japonesa inclui um DVD bônus com um OVA especial de 26 minutos. O OVA se foca em muitos personagens do anime e mangá, tanto os personagens vivos quanto os mortos, fazendo dessa história uma história filler. O enredo básico gira em torno de um torneio Battle Royale, fornecendo aos jogadores dicas para serem usadas no modo RPG contido no jogo.

### Naruto Shippuden: Ultimate Ninja 4 (Naruto Shippuden: Narutimate Accel)
Naruto Shippuden: Ultimate Ninja 4 (Naruto Shippuden: Narutimate Accel-ＮＡＲＵＴＯ－ナルト－ 疾風伝 ナルティメットアクセル-Naruto Shippūden: Narutimetto Akuseru) é o quarto jogo da série Naruto: Ultimate Ninja. O jogo introduz os personagens de Naruto Shippuden pela primeira vez, apresentando 52 personagens jogáveis. Outras mudanças incluem a introdução de Ultimate Jutsu fixo, que mudam de acordo com a vida do personagem ou se ele está transformado. O gráfico do jogo também foi atenuado, mantendo o estilo anime. O modo história (Master Mode) também foi fortemente melhorado, agora com uma jogabilidade mais voltada para a ação e para ter uma melhor experiência em explorar o mundo de Naruto (ao contrário dos jogos anteriores em que o modo história tinha uma jogabilidade em estilo sandbox).
A movimentação ainda é parecida com as iterações antigas da franquia, na qual personagens podem se mover para frente e para os lados, realizando movimentos evasivos e ampliando as possibilidades de ataque. Você também pode utilizar ataques normais para desencadear combos ou lançar projéteis, como shurikens, para acabar com seus oponentes.
Os famigerados Jutsus também não deixam de fazer parte do game. Em Ultimate Ninja 4, você tem a sua disposição os Jutsus de Substituição. Com essa técnica, é possível fazer com que seu personagem se transforme em um tronco de madeira para desviar a atenção do inimigo.
O jogo ainda oferece um sistema chamado Shadowblur Extra Hit. Uma vez ativado, você participa de um minigame envolvendo um jogo de “Pedra, papel e tesoura” durante as batalhas. Para que ele seja acionado, basta trombar com seu oponente em uma corrida. Há também outros minigames, que são também são adicionados em momentos específicos.
O jogo só cobre a primeira saga de Naruto Shippuden, aproximadamente até o episódio 15 do anime (ou capítulo 260 do mangá). Porém, para compensar a falta de história, um arco filler chamado "The Black Shadow" (A Sombra Negra) foi produzido exclusivamente para o jogo, acontecendo antes da volta de Naruto com Jiraiya à Vila da Folha.

### Naruto Shippuden: Ultimate Ninja 5 (Naruto Shippuden: Narutimate Accel 2)
Naruto Shippuden: Ultimate Ninja 5 (Naruto Shippuden: Narutimate Accel 2 (ＮＡＲＵＴＯ－ナルト－ 疾風伝 ナルティメットアクセル２, Naruto Shippuden: Narutimetto Akuseru 2)) no Japão é o quinto jogo da série Naruto: Ultimate Ninja e segundo jogo de Naruto Shippuden para PlayStation 2, foi lançado em 2007 no Japão e em 2009 na Europa e Australia, foi o primeiro jogo da franquia a não ser lançado nas Américas.O jogo segue a história dos dois primeiros arcos de Naruto Shippuden, do episódio 1 ao 53 do anime.
Uma das novidades do jogo foi o retorno dos suportes Ultimate Ninja 1 e 2, que foram removidos no 3. Apenas um personagem de suporte pode ser escolhido, e a escolha é feita durante o menu de seleção de personagens. Eles podem ser chamados durante uma partida para causar dano extra e distrair o adversário. Certas combinações de personagens criam Jutsus ou Ultimate Jutsus únicos em um combate; estas combinações refletem as relações entre os personagens no anime e mangá. Muitos Jutsus do jogo anterior foram melhorados e Ultimate Jutsus em dupla foram incluídos. As invocações presentes no jogo anterior foram removidas. A opção de suporte não pode ser desativada, sendo assim, não há como lutar em uma batalha livre sem suporte.
O jogo mantém o estilo RPG do anterior, agora permitindo ao jogador a controlar outros personagens, como Sakura, Kakashi e Sasuke. O Hero Mode, modo que conta a história da série original, também foi removido. Ele estava presente em Ultimate Ninja 3 e 4, porém, os personagens clássicos permaneceram no jogo. Foi o último jogo de Naruto para PS2, o único não lançado na América.

## Títulos para PlayStation Portable

### Naruto: Ultimate Ninja Heroes
Naruto Ultimate Ninja Heroes, conhecido no Japão como Naruto: Narutimate Portable Zero, é o primeiro jogo da série Ultimate Ninja para PSP, é um jogo exclusivo da plataforma e foi lançado apenas na América, na Europa e na Austrália, não foi lançado no Japão. É essencialmente uma versão editada de Naruto: Narutimate Portable, e também é uma versão reduzida de Naruto: Ultimate Ninja 2, de PlayStation 2.
O modo história, O Terceiro Hokage, Shizune, Kabuto e dois cenários foram removidos do jogo, Naruto e Sasuke tiveram seus especiais alterados para prevenir spoiler, já que na época a versão em Inglês do Anime não havia chegado no arco de Resgate ao Sasuke. Para compensar o conteúdo removido, o jogo incluiu um sistema de batalha 3 vs. 3, semelhante a The King of Fighters; onde a primeira equipe a derrotar os três membros da equipe adversária vence. O jogo apresenta 20 personagens, 8 cenários, e vários novos recursos, como um sistema de combate 3 vs 3 já citado, batalhas online e "Hidden Skills", que concedem habilidades especiais para uma determinada combinação de personagens.

### Naruto: Ultimate Ninja Heroes 2: The Phantom Fortress
Naruto: Ultimate Ninja Heroes 2: The Phantom Fortress (conhecido no Japão como: NARUTO-ナルト - ナルティメットポータブル 無 幻 城 の 巻 Naruto: Narutimetto Pōtaburu - Mugenjo Maki (Tradução Livre: Naruto: Narutimate Portable - Castelo das Ilusões)) é um jogo de luta baseado na série de anime e mangá, Naruto. Foi lançado no Japão em 30 de Março de 2006, na América do Norte em 24 de Junho de 2008 e na Europa em 8 de Julho de 2008. Esta versão é a versão completa não-modificada de Naruto: Ultimate Ninja Heroes, e contém os três personagens que foram removidos, o Terceiro Hokage, Shizune e Kabuto. Ambos os cenários removidos e Story Mode do jogo agora estão presentes também. Além disso, movesets foram atualizados. Os jogadores também podem escolher dublagem em inglês ou japonês. Jiraiya e Naruto podem usar Rasengan, Kakashi pode usar Espada Relâmpago (Raikiri) e Sasuke pode usar Chidori sem ser como técnica secreta. Enquanto alguns personagens mantêm suas técnicas antigas, outros têm elas atualizadas.
O jogo contém um enredo original que envolve subir em um castelo assombrado no céu para o 100.º andar (ou 30 andares se jogar o "Hidden Mugenjo Mode"). Cada andar tem várias salas "em branco", onde os usuários colocam pergaminhos gerados aleatoriamente para determinar o tipo de ação que terá lugar na sala. Os pergaminhos incluem combate (um jogador contra a CPU) e cinco mini-jogos: Escalada na Árvore (Naruto corre para cima de uma árvore e se esquiva de galhos quebrados), Possessão das sombras, Diversões (caça-níqueis), Enigma (Onde o jogador deve responder um quiz sobre Naruto) e clone (o jogo de projéteis onde o jogador deve acertar o verdadeiro clone). Além das salas brancas existem Salas com Tesouros, Salas de Cura e Salas de Drama (onde a história avança e cut-scenes ocorrem).

### Naruto Shippuden: Ultimate Ninja Heroes 3 (Naruto Shippuden: Narutimate Accel 3)
Naruto Shippuden: Ultimate Ninja Heroes 3, conhecido como Naruto Shippuden: Narutimate Accel 3 (ＮＡＲＵＴＯ－ナルト－ 疾風伝 ナルティメットアクセル３, Naruto Shippūden: Narutimetto Akuseru 3) no Japão é o terceiro jogo da série Naruto: Ultimate Ninja para PSP.
O jogo inclui vários personagens da série de TV Naruto Shippuden, e também batalhas com 4 jogadores online. O jogo também contém um arco de história desenvolvido pela própria CyberConnect2, além de outros dois arcos, um contando a história do anime Naruto Shippuden e outro seguindo a história de Sasuke Uchiha.

### Naruto Shippuden: Ultimate Ninja Impact
Naruto Shippuden: Ultimate Ninja Impact (Naruto Shippuden: Narutimetto Inpakuto (ＮＡＲＵＴＯ-ナルト- 疾風伝 ナルティメットインパクト) no japão) é o sexto jogo de Naruto e o quarto da série Naruto: Ultimate Ninja para PSP.
A história do jogo vai desde o primeiro arco de Naruto Shippuden ao arco da Reunião dos Cinco Kages. O jogo contém boss battles, nova jogabilidade, modo 1 vs. 100, também inclui 50 personagens, 26 jogáveis. Como um presente especial na New York Comic Con 2011, as 200 primeiras pessoas que foram assistir Gekijōban Naruto Shippuden: Kizuna (Naruto Shippuden 2: Laços) com a dubladora japonesa de Naruto Uzumaki, Junko Takeuchi, receberam uma cópia grátis do jogo. Foi o último jogo de Naruto para PlayStation Portable, não há planos para um novo jogo para a plataforma, devido ao lançamento do PlayStation Vita, sucessor do PSP.

## Série Ultimate Ninja Storm

Naruto: Ultimate Ninja Storm (2008)
Naruto Shippuden: Ultimate Ninja Storm 2 (2010)
Naruto Shippuden: Ultimate Ninja Storm Generations (2012)
Naruto Shippuden: Ultimate Ninja Storm 3 (2013)
Naruto Shippuden: Ultimate Ninja Storm Revolution (2014)
Naruto Shippuden: Ultimate Ninja Storm 4 (2016)

### Coletâneas

#### Ultimate Ninja Storm Collection
Naruto Shippudenː Ultimate Ninja Storm Collection foi lançado para PlayStation 3 em Fevereiro de 2016 apenas na Europa, Austrália, Oriente Médio, Ásia e África, ele inclui Ultimate Ninja Storm 1, 2 e 3.

#### Ultimate Ninja Storm Trilogy/Legacy
Naruto Shippudenː Ultimate Ninja Storm Trilogy inclui Storm 1, 2 e 3 Full Burst. A coletânea foi para PlayStation 4, PlayStation Vita, Xbox One e PC em 27 de Julho de 2017 e para Nintendo Switch. Os gráficos foram melhorados para rodar na resolução 1080p, e inclui a maioria das DLC do Storm 3, os modos online de Storm 2 e 3 seguem inalterados. No Japão está disponível em mídia física e digital, enquanto no resto do mundo apenas em mídia digital, a compra de cada jogo também pode ser realizada separadamente, ou seja, facilitando a vida de quem queira adquirir apenas 1 ou 2 jogos do pacote.
Naruto Shippudenː Ultimate Ninja Storm Legacy é a versão premium de Ultimate Ninja Storm Trilogy. A edição Legacy inclui os três jogos presentes em Trilogy, com a adição de Ultimate Ninja Storm 4ː Road to Boruto. O pack foi lançado em 27 de Julho de 2017 no Japão, e durante a outono do hemisfério norte (primavera do hemisfério sul), para PlayStation 4, PlayStation Vita, Xbox One e PC em mídia digital e física em todo o mundo. A coletânea inclui uma caixa de metal exclusiva, junto com um Artbook de Naruto e um disco contendo um OVA de Boruto. Há também a versão digital, em que os 4 jogos podem ser adquiridos como bundle ou separadamente.

##### Detalhes das edições Trilogy e Legacy
- Trilogy foi lançado em mídia física e digital somente no Japão, no resto do mundo o jogo é vendido apenas em mídia digital. Já Legacy está disponível ao mundo inteiro possuindo versões físicas e digitais.
- Trilogy inclui os jogos Naruto: Ultimate Ninja Storm, Naruto Shippuden: Ultimate Ninja Storm 2 e Naruto Shippudenː Ultimate Ninja Storm 3ː Full Burst; Legacy inclui estes mesmos três títulos, com a adição de Naruto Shippuden Ultimate Ninja Storm 4ː Road to Boruto, ou seja, se o jogador já possuir o jogo Storm 4, a melhor opção é adquirir Storm Trilogy.
- Assim como várias outras coletâneas de jogo, o jogador pode optar por adquirir os jogos em mídia digital separadamente. Exemploː caso ele queira jogar apenas o primeiro Storm, ele pode adquirir somente este título, sem a necessidade de comprar a coleção completa.
- No Nintendo Switch, apenas a versão Trilogy foi disponibilizada, uma vez, que até então, o Storm 4 ainda não havia sido lançado para a plataforma. Posteriormente, o quarto título chegou ao Switch no ano de 2020 e pode ser adquirido separadamente.

## Recepção
Vários jogos Ultimate Ninja tornaram-se os melhores jogos de Namco Bandai com  Ultimate Ninja Storm 2  sendo o segundo jogo mais vendido de 2010 atrás, somente atrás de Tekken 6 com 1,1 milhões de unidades vendidas. Em janeiro de 2012, a Namco Bandai anunciou que vendeu 10 milhões de jogos Naruto em todo o mundo, incluindo 1,9 milhões de unidades na Ásia, 4,3 milhões na América do Norte e 3,8 milhões na Europa. Em comemoração, o CEO da CyberConnect2 Hiroshi Matsuyama participou da Maratona de Paris de 2012 enquanto fazia um cosplay como Naruto Uzumaki, agradecendo aos fãs. Em 2016, mais de 25 milhões de unidades foram vendidas.